# Fontaines-Saint-Martin
Fontaines-Saint-Martin – miejscowość i gmina we Francji, w regionie Owernia-Rodan-Alpy, w departamencie Rodan.
Według danych na rok 1990 gminę zamieszkiwały 2124 osoby, a gęstość zaludnienia wynosiła 775 osób/km² (wśród 2880 gmin regionu Rodan-Alpy Fontaines-Saint-Martin plasuje się na 410. miejscu pod względem liczby ludności, natomiast pod względem powierzchni na miejscu 1662.).